# Opius sapamoroanus
Opius sapamoroanus är en stekelart som beskrevs av Fischer 1971. Opius sapamoroanus ingår i släktet Opius och familjen bracksteklar. Inga underarter finns listade i Catalogue of Life.